# Tesimo
Tesimo, németül: Tisens, település Olaszországban, Bolzano autonóm megyében. Lakosainak száma 1978 fő (2023. január 1.). Tesimo Gargazzone, Lana, Nalles, San Pancrazio és Senale–San Felice községekkel határos.

## Népesség
A település népességének változása:
| Lakosok száma | 1936 | 1979 | 1978 |
|               | 2017 | 2018 | 2023 |